# Ворог суспільства № 1 (фільм, 1996)
«Ворог суспільства № 1» (англ. Public Enemies) — американський фільм 1996 року.

## Сюжет
В основу фільму лягла реальна історія банди Кейт Баркер і її синів, які наводили жах на банки в часи Великої депресії. Кейт, мати чотирьох синів, і її чоловік не в змозі впоратися з глибокою бідністю. Перше вбивство, вчинене в пориві люті, спровоковане обманом, поклало початок низці жорстоких і зухвалих злочинів. Банда, яка не знає ні страху, ні помилування, грабує банки один за іншим. ФБР оголошує їх ворогами суспільства № 1.

## У ролях
| Актор              | Роль                     |
| ------------------ | ------------------------ |
| Леа Бест           | молода Кейт Кларк        |
| Чіп Геллер         | містер Кларк             |
| Тереза Расселл     | Кейт «Ма» Баркер         |
| Річард Іден        | Джордж Баркер            |
| Том Ворд           | скарбник                 |
| Брент О'Плотнік    | Герман Баркер (11 років) |
| Тревор Мікс        | Ллойд Баркер (10 років)  |
| Джозеф Ліндсі      | Герман Баркер            |
| Джо Дейн           | Ллойд Баркер             |
| Джеймс Марсден     | Док Баркер               |
| Гевін Гаррісон     | Фредді Баркер            |
| Террі Д. Сіго      | шериф                    |
| Брайан Пек         | Едгар Гувер              |
| Ден Кортезе        | Мелвін Первіс            |
| Грант Крамер       | Сем Коулі                |
| Рекс Лінн          | Аль Спенсер              |
| Роберт Гріффіс     | ресепшн                  |
| Пол Ньюсом         | містер Белтрамі          |
| Кастанья Расмуссен | мешканець готелю         |
| Френк Сталлоне     | Елвін Карпіс             |
| Бренда Вільямс     | міс Расіне БердеттВ      |
| Алісса Мілано      | Амариллис                |
| Ерік Робертс       | Артур Данлоп             |